# Anders Körning
Anders Körning, död 18 januari 1639 i Greifswald, var en svensk ämbetsman och militär.

## Biografi
Anders Körning var son till slottsloven Erik Körning av adelsätten Körning  på Stockholms slott och Cecilia Andersdotter. Han blev 1622 kapten vid norrländska fotfolket och var 1627 häradshövding i Kinne härad. Körning blev 14 november 1628 överstelöjtnant vid ett norrländskt regemente och sedan överste för samma regemente. Han var även kommendant i Greifswald. Körning avled 1639 i Greifswald.
Körning ägde gårdarna Aspvik i Näs socken och Ekenäs i Rystads socken.

### Familj
Körning gifte sig 1635 i Wollin, Pommern med Christina Mörner (1608–1670), som var hovjungfru hos drottning Kristina den äldre. Hon var dotter till Berndt Didrik Mörner och Anna von der Grünau. De fick tillsammans barnen studenten Johan Körning vid Kungliga Akademien i Åbo, studenten Anders Körning vid Uppsala universitet och ryttmästaren Erik Körning (1638–1672) vid Skånska kavalleriregementet.